# فيد راوثا
فيد-راوثا هاركونن (بالإنجليزية: Feyd-Rautha Harkonnen) هو شخصية خيالية في رواية الخيال العلمي كثيب التي ألَّفها فرانك هربرت عام 1965. وهو ابن أخ ووريث البارون فلاديمير هاركونن الأصغر، ويُصوَّر على أنه قاسٍ وغادر ومخادع، وإن لم يكن بقدر عمه.
تم تمثيل شخصية فيد بواسطة ستينغ في فيلم كثيب عام 1984، ومثله مات كيسلار في المسلسل القصير كثيب لفرانك هربرت عام 2000، ومثله أوستن باتلر في فيلم كثيب: الجزء الثاني عام 2024.